# Chundelka metlice

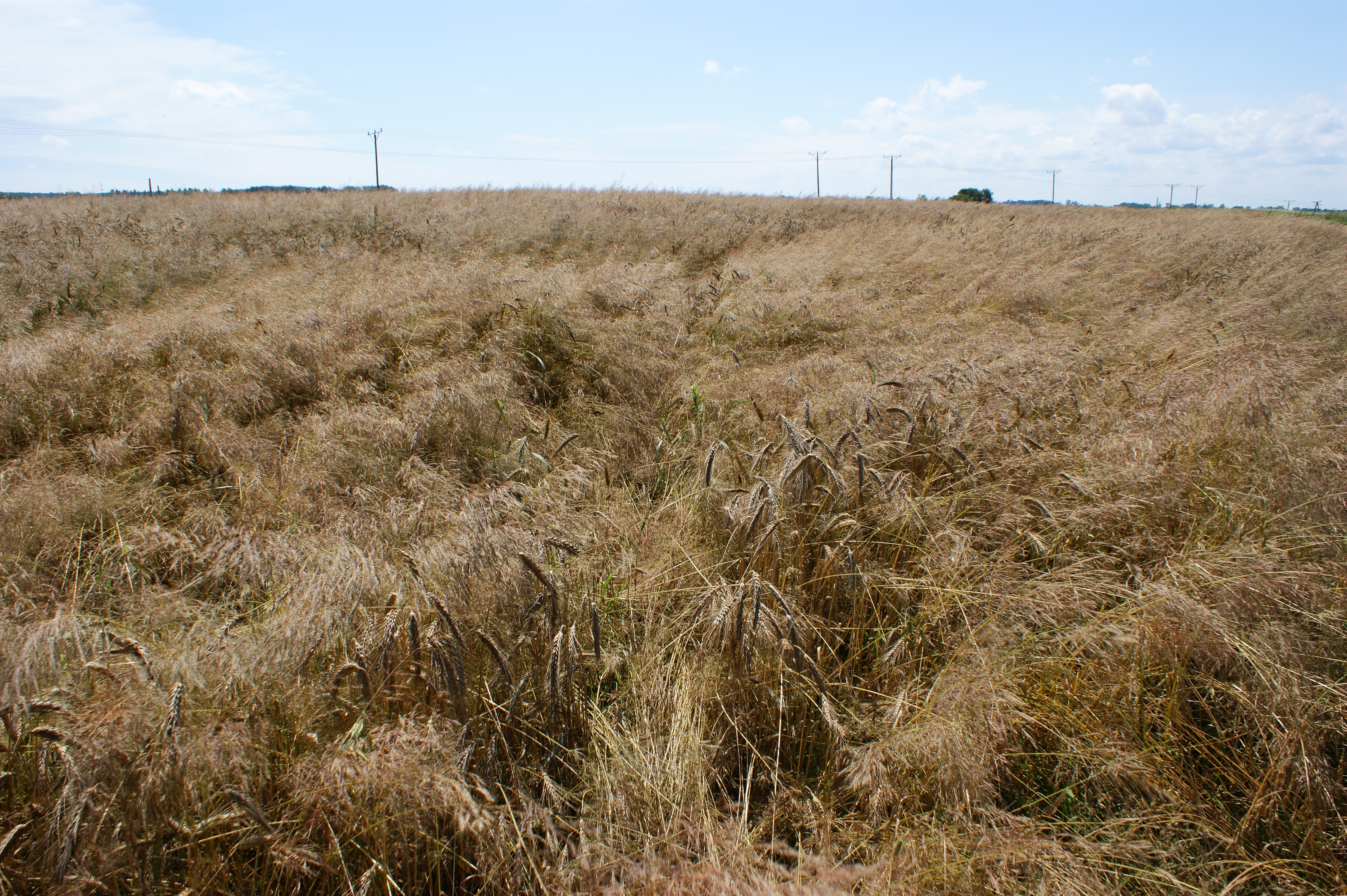
Přemnožená metlice chundelka v žitě

Chundelka metlice (Apera spica-venti) je trsnatá plevelná tráva se stébly vysokými okolo 1 m i více a s bohatými, rozkladitými latami dlouhými i 20 cm. Je jedním ze dvou druhů rodu chundelka vyskytujících se v České republice.

## Výskyt
Tato travina je původem z mírného pásma Evropy a Asie, zavlečena byla do Severní Ameriky i na Nový Zéland. V současnosti je tato kosmopolitní rostlina rozšířena téměř po celém území ČR od nížin až do pohorských krajů, nejhojnější bývá v teplých oblastech. Vyrůstá jak na půdách vlhkých, tak i na vysýchavých, písčitých či štěrkovitých. Roste na orné půdě, pastvinách, mezích, podél cest, na rumištích nebo úhorech. Ke klíčení potřebuje dostatek vláhy a je proto hojnější v deštivých létech a na vlhkých stanovištích.

## Popis
Ozimá jednoletá tráva, která silně odnožuje. Z drobného, nažloutlého, rozvolněného trsu se svazčitým kořenem do široka rozprostřeným vyrůstají četná až 120 cm vysoká, přímá stébla. Bývají světle zelená se žlutým nádechem, lesklá, hladká a poměrně chudě olistěná. Lysé, zelené nebo purpurové pochvy mají asi 5 mm dlouhý jazýček na konci rozeklaný, jsou bez oušek. Ploché, lysé, drsné listové čepele 3 až 5, výjimečně i 10 mm široké jsou na horní straně výrazně žilkované, na spodní zprohýbané. Vernace listů je stočená.
Květenstvím je kuželovitá, zelenavá až nafialovělá, rozkladitá lata (po odkvětu stažená) dosahující délky do 25 cm. Je silně rozvětvená do krátkých, odstálých, drsných, vlnovitě zprohýbaných větévek dlouhých až 10 cm. Jednokvěté klásky o délce asi 3 mm jsou lesklé a často nafialovělé. Kopinaté, na hřbetu drsné plevy jsou nestejné délky 2 až 3 mm (spodní kratší horní). Brvitě drsné, elipsovité, pětižilné pluchy slámově žluté až hnědožluté, o délce jako spodní plevy, jsou zakončeny 5 až 10 mm dlouhou osinou. Pluška je menší a bezosinná.
Kvete od června do podzimu, hlavní období dozráváni je v červenci. Pluchatá, osinatá obilka kopinatého tvaru a hnědé barvy je dlouhá 2 až 3 mm a široká 0,5 mm, je ostře zašpičatěná. Tisíc obilek váží 0,02 gramy (v 1 g je jich 50 000). Po okolí jsou rozšiřovány hlavně větrem a vodou.

## Rozmnožování
Rozmnožuje se výhradně semeny, kterých vytváří ohromné množství, jedna rostlina jich může dát 12 000 až 16 000 kusů. Obilky jsou většinou zralé ještě před sklizní obilovin a vypadávají samovolně na půdu, odkud jsou větrem šířeny na okolní plochy. Jsou schopné po třech týdnech dormance již vyklíčit, potřebují ale dostatek vláhy, a proto klíčí na podzim nebo až časně z jara při minimálních teplotách +5 °C. Klíčení nastává na světle, z hloubky přes 1 cm nevyklíčí.
Rostliny vzešlé na podzim přezimují a další rok jsou podstatně mohutnější, mají 10 až 12 stébel, rostliny vzešlé na jaře mívají jen 3 až 5 stébel. Roste nejčastěji v plodinách které z nějakých příčin prořídly nebo na nedosetých místech.

## Význam
Chundelka metlice je původní plevelnou rostlinou našich polí. Ještě v prvé polovině 20. století zaplevelovala hlavně lehké a sušší půdy a vyskytovala se převážně jen v ozimých obilovinách, ozimé řepce nebo v prvé seči pícnin. V současnosti již vyrůstá v ČR na všech druzích půd a je běžná i ve víceletých pícninách, ozimé zelenině a v jarních obilovinách. Tato konkurenčně silná rostlina dokáže při vyšším výskytu pěstovanou plodinu silně potlačit. Řadíme ji mezi nejškodlivější plevele ozimých plodin.
Lze ji omezit střídáním plodin, vysévaním pouze čistého osiva a pravidelnými postřiky. V České republice, Německu i Švýcarsku byly u chundelky metlice zjištěny biotypy rezistentní k pesticidům, konkrétně k inhibitorům acetolaktátsyntázy (ALS).